# 압둘 카디르 칸
압둘 카디르 칸(우르두어: ‏عبد القدیر خان 압둘 카디르 한, 1936년 4월 1일~2021년 10월 10일)은 파키스탄의 핵개발의 아버지로 불렸던 과학자로, '파키스탄 핵의 아버지'라는 별칭을 갖고 있었다.
파키스탄은 칸 박사의 지도하에, 1998년 5월 최초의 핵실험에 성공해 이슬람권 최초의 핵보유국이 되었으며 파키스탄의 영웅이 되었다. 그러나 이후 조선민주주의인민공화국, 이란, 리비아에 핵확산을 한 혐의로 가택 연금형에 처해졌으며, 2009년 2월 이슬라마바드 고등법원의 판결으로 자유의 몸이 되었다. 2021년 10월 10일에 칸 박사는 폐 질환으로 병원에 이송된 후 사망했다.

## 학력
- 1952년~1956년: D.J. 신드 과학대학교
- 1956년~1960년: 카라치 대학교
- 1961년~1965년: 베를린 공과대학교
- 1965년~1967년: 델프트 공과대학교
- 1967년~1972년: 루뱅 가톨릭대학교

## 조선민주주의인민공화국과의 거래
페르베즈 무샤라프 파키스탄 대통령은 압둘 카디르 칸 박사가 1980년대 말에 조선민주주의인민공화국에 핵무기 제조에 필수적인 원심분리기 설계도와 부품, 심지어 원심분리기 완제품 20여기와 관련 기술을 제공했다고 밝혔다. 동일한 시기에 이란에도 원심분리기 등을 공급했다.
미국 의회조사국의 CRS 보고서는 "칸 박사가 리비아에 판매한 중화인민공화국의 핵탄두 설계도를 조선민주주의인민공화국에도 넘겼을 수도 있다"고 보았다.
칸 박사는 파키스탄으로부터 우라늄 농축 핵프로그램(UEP)에 사용되는 원심분리기를 지난 2000년 파키스탄 보안요원들의 감독 하에 조선민주주의인민공화국 항공기에 선적, 조선민주주의인민공화국에 제공했다고 밝혔다.
칸 박사는 "베나지르 부토 총리가 내 요청에 따라 중화인민공화국, 조선민주주의인민공화국과 거래를 응낙해 주았다"고 말했다. 파키스탄은 우라늄 농축에 사용되는 원심분리기를 조선민주주의인민공화국에 제공하고 그 대가로 미사일을 획득한 것으로 전해졌다. 부토 총리는 2007년 12월 총선 유세 도중 사망했다.
부토 전 총리의 측근이자 언론인인 시얌 바티아가 펴낸 책에서 베나지르 부토 전 총리가 1993년 조선민주주의인민공화국을 국빈 방문할 때, 코트 주머니에 우라늄 농축기술이 담겨진 CD를 건네주고, 조선민주주의인민공화국의 미사일 기술을 들여왔다고 한 주장의 진위여부에 대해 칸 박사는 "그같은 말을 뒷받침할 만한 방법이 없다"고 말했다.

### 핵탄두 소형화
칸 박사는 1999년 북한의 핵시설이 있는 것으로 알려진 영변과는 다른 쪽으로 안내됐으며, 정확한 방향은 모르지만 평양에서 한시간 거리의 지하 비밀시설에서, 탄도 미사일에 탑재할 수 있는 플루토늄 소형화 핵탄두 3개를 직접 봤다고, 2004년 파키스탄 수사관들에게 진술했다. 칸 박사는 북한의 핵무기를 목격한 뒤 공개한 첫번째 외국인이다.
1998년과 1999년 평양 북서쪽 110 km 떨어진 평안북도 구성시에서 3~4차례 고폭실험이 실시되었다. 평안북도 영변 서북쪽 40 km 지점에 있는 평안북도 구성시 용덕동 고폭실험장에서 북한은 1970년대부터 백여회의 고폭실험을 했다.

### 고농축 우라늄
칸 박사는 북한이 2002년에 원심분리기 3,000대를 가동했다고 말했다. 연간 무기급 고농축 우라늄 60kg을 생산하는 규모다.
워싱턴포스트는 정보분석가들의 말을 인용해 북한 자강도 하갑이 농축우라늄 핵무기 개발 장소로 꼽히고 있다고 보도했다.

## 중국
칸 박사는 서한에서 자신의 첫 번째 (우라늄) 농축 설비 고객은 과거 파키스탄에 농축 우라늄을 제공했던 중국이었다고 밝혔다. 그는 "우리는 산시성 한중(漢中)시에 원심분리 시설을 지었다"며 "중국은 우리에게 핵무기 설계도와 50 kg의 농축 우라늄, 천연 육불화우라늄(UF6) 10t, 3%짜리 6불화우라늄(UF6) 5t을 줬다"고 설명했다.
천연 육불화우라늄 10톤이면 HEU 60 kg. 농축도 3% 육불화우라늄 5톤이면 HEU 150 kg, 따라서 HEU 260 kg을 받았다는 의미이다. HEU 10 kg이면 100 kt 수소폭탄 한발을 만든다. HEU 260 kg는 100 kt 수소폭탄 26발 분량이다. 13 kt 히로시마 핵폭탄 리틀보이 200발 분량이다.

## 같이 보기
- 조선민주주의인민공화국의 대량살상무기 문제
- 샤히드 바게리 산업그룹